# Kathleen Kennedy (filmproducent)
Kathleen Kennedy (Berkeley (Californië), 5 juni 1953) is een Amerikaans filmproducent. De bekendste films waar zij als producent aan heeft gewerkt heeft zijn E.T. the Extra-Terrestrial en de Jurassic Park-trilogie.
Met de overname van Lucasfilm door Disney in oktober 2012 werd Kennedy de president van Lucasfilm.

## Filmografie (selectie)
- E.T. the Extra-Terrestrial - 1982
- Indiana Jones and the Temple of Doom - 1984
- Gremlins - 1984
- The Goonies - 1985
- Back to the Future - 1985
- The Color Purple - 1985
- The Money Pit - 1986
- Who Framed Roger Rabbit - 1988
- Back to the Future Part II - 1989
- Back to the Future Part III - 1990
- Gremlins 2: The New Batch - 1990
- Arachnophobia - 1990
- Hook - 1991
- Jurassic Park - 1993
- Schindler's List - 1993
- The Bridges of Madison County - 1995
- Twister - 1996
- The Lost World: Jurassic Park - 1997
- The Sixth Sense - 1999
- Artificial Intelligence: AI - 2001
- Jurassic Park III - 2001
- War of the Worlds - 2005
- Munich - 2005
- Indiana Jones and the Kingdom of the Crystal Skull - 2008
- Ponyo - 2008
- The Curious Case of Benjamin Button - 2008
- The Adventures of Tintin: The Secret of the Unicorn - 2011
- Lincoln - 2012
- Star Wars: Episode VII - The Force Awakens - 2015
- The BFG - 2016
- Rogue One: A Star Wars Story - 2016
- Star Wars: Episode VIII - The Last Jedi - 2017
- Solo: A Star Wars Story - 2018
- Star Wars: Episode IX - The Rise of Skywalker - 2019
- The Mandalorian - 2019-2023
- The Book of Boba Fett - 2021-2022
- Obi-Wan Kenobi - 2022
- Andor - 2022-2025
- Willow - 2022-2023
- Indiana Jones and the Dial of Destiny - 2023
- Ahsoka - 2023
- Star Wars: Skeleton Crew - 2024-2025